# Mircea Bocu
ing. Mircea Bocu – membru marcant al Institutul de Calcul „Tiberiu Popoviciu”.
A fost angajat aici în perioada 1962-1968 și a avut o contribuție majoră, privind partea hardware, în construirea calculatoarelor DACICC-1 și DACICC-200.

## Premii
Pr. Gazetei Matematică și Fizică 1954 și 1955
Pr. II Olimiada Matematică, centrul Univ Cluj și Țară

## Studii superioare
Facultatea Electronică, Institutul Politehnic București, 1954 – 1959, cu media 10
Profesori
N. Cioranescu , I. Șabac, M. Botez, R. Voinea, R. Răduleț, T. Tănăsescu, M. Drăgănescu
Destin profesional
1959, inginer Înfrățirea Oradea
1962, inginer Institutul Calcul al Academiei Cluj
1967, cercetător Institutul de cercetări calculatoare
1980, cercetător principal Institutul Tehnică Calcul
1998-2007, activitate particulară

## Realizări
- 1963, coautor al calculatorului electronic DACICC-1, al treilea calculator românesc și totodată primul calculator românesc cu tranzistori și primul cu memorie internă (din ferite);

- 1968, coautor principal la calculatorul DACICC-200, primul calculator românesc cu sistem de operare și compilator, și cel mai performant calculator românesc din anii '50-'60, înainte de construirea calculatoarelor românești sub licență.
- 1974 Coautor la primul Display românesc
- 1977 Șef colectiv Calculatorul pt. Divizionul artilerie omologat în condiții de luptă
- 1984-2003, Aplicații medicale cu prelucrări de imagini
- Coautor învățământ la distanță pt. limba maghiară
- Peste 50 comunicări la sesiuni științifice

## Distincții
- 2003, Ordinul Serviciul Credincios, grad Cavaler
- 2015, Membru de Onoare al Institutului de Calcul Tiberiu Popoviciu